# Vilhelm Pedersen
Thomas Vilhelm Pedersen, född den 28 januari 1820, död den 13 mars 1859, var en dansk konstnär, far till Viggo och Thorolf Pedersen.
Pedersen var sjöofficer, studerade under en treårig tjänstledighet på konstakademien och för Marstrand och utförde – starkt påverkad av denne – teckningar till Andersens sagor, som vann stor popularitet (tysk upplaga 1848, dansk 1849, ny samling sagor 1855). Teckningarna, utförda med blyerts på papper, kopierades i Leipzig av annan hand på trä och skars. Deras naiva friskhet och omedelbarhet kom inte till sin rätt i denna översättning i en annan teknik. I den danska "konstupplagan" 1902 är originalteckningarna återgivna på fotokemisk väg.

## Utmärkelser
- Riddare av Dannebrogorden,  1849[8]

[Redigera Wikidata]